# ZTE Blade
Коммуникатор китайской компании ZTE. Продавался в разных странах под различными торговыми марками, например в британском Orange был под именем San Francisco или же в Билайн Армении под именем Beeline Blade. В России продаётся под оригинальным именем торговыми сетями MERLION и DNS, а также оператором сотовой связи Билайн под названием Beeline E400 и МегаФон под названием МегаФон  SP-5

## Отзывы
Отзывы о ZTE Blade весьма положительны, так как большое количество функций, присущих более дорогим аппаратам, присутствуют и здесь, но за меньшие деньги. Плюсами устройства являются экран, весьма приятная цена и официальная поддержка CyanogenMod, а минусом — устаревшая на момент выпуска камера.